# Thagria picea
Thagria picea är en insektsart som beskrevs av Walker 1870. Thagria picea ingår i släktet Thagria och familjen dvärgstritar. Inga underarter finns listade i Catalogue of Life.